# 학력검사
학력검사(學力檢査)는 개인의 학력의 상태를 측정하는 검사를 말한다. 가장 흔한 학력검사의 형태는 제시된 학급 레벨에서 학습한 기술과 지식을 측정하기 위해 개발된 표준화 검사의 하나로서, 트레이닝이나 수업 강의와 같은 예정된 지시를 통해 이루어지는 것이 보통이다. 학력검사는 더 포괄적이고 안정적인 인지능력인 소질을 측정하는 시험과 대비되기도 한다.

## 같이 보기
- 심리 검사